# Daniel Gabriel Fahrenheit
Daniel Gabriel Fahrenheit (Dánzig, 24 de mayo de 1686-La Haya, Países Bajos, 16 de septiembre de 1736) fue un físico, ingeniero y soplador de vidrio alemán, célebre entre otras cosas por haber desarrollado el termómetro de mercurio y la escala Fahrenheit de temperatura. Pasó gran parte de su vida en Países Bajos

## Biografía
Tras la muerte de sus padres, efectuó viajes de  navegación en Alemania, Inglaterra y Dinamarca donde en 1708 conoció a Ole Rømer. Se estableció luego en Ámsterdam (Países Bajos), en esa época uno de los principales centros de fabricación de instrumentos científicos, donde trabajó como soplador de vidrio. Ahí comenzó a desarrollar instrumentos de precisión, creando los termómetros de agua (1709) y de mercurio (1714).

## Escalas termométricas

Los escalones muestran a celsius (izquierda) y Fahrenheit (derecha).

En 1717 publicó en Acta Editorum sus investigaciones proponiendo una nueva escala para la medición de temperaturas.
Fahrenheit diseñó una escala, empleando como referencia una mezcla de agua y sal de cloruro de amonio a partes iguales, en la que la temperatura de congelación y de ebullición es más baja que la del agua. El valor de congelación de esa mezcla lo llamó 0 °F, a la temperatura de su cuerpo 96 °F y a la temperatura de congelación del agua sin sales la llamó 32 °F.
En concreto, 212 grados Fahrenheit corresponden a 100 grados Celsius;
{\displaystyle {\text{C}}=({\text{F}}-32){\frac {5}{9}}}
Los 0 °F corresponden a los -17.78 °C.
El motivo de asignar a la temperatura del cuerpo el valor 96 era para que entre el cero y el 96 hubiera una escala formada por una docena de divisiones cada una de ellas subdividida en ocho partes. De ese modo 12 x 8 = 96.
En 1724, Fahrenheit publicó en las Philosophical Transactions, estudios acerca de, entre otros temas, las temperaturas de ebullición de los líquidos y la solidificación del agua en el vacío. Ese mismo año fue incorporado a la Royal Society, la más antigua sociedad científica del Reino Unido y una de las más antiguas de Europa.

## Reconocimiento
- El cráter lunar Fahrenheit lleva este nombre en su honor.